# An–2
Az An–2 (NATO-kódja: Colt) a második világháború után a Szovjetunióban, az Antonov tervezőirodában (OKB–153) kifejlesztett egymotoros, kétfedelű  szállító-repülőgép, a világ legnagyobbja ebben a kategóriában. Eleinte kizárólag a Szovjetunió, később Lengyelország és Kína is gyártotta. 2004-ig több mint 18 000 darab készült belőle. A Szovjetunióban az Annuska és a Kukuruznyik beceneveket kapta, Magyarországon az Ancsa név ragadt rá. Habár még ma is számos helyen működtetik, már a gyártás kezdetén sem számított korszerűnek (kétfedelű szárny részben vászonnal van bevonva stb.). Ennek ellenére óriási sikere volt, a pilóták szerint az egyik legkezelhetőbb és legmegbízhatóbb repülőgéptípus a világon.

## Története

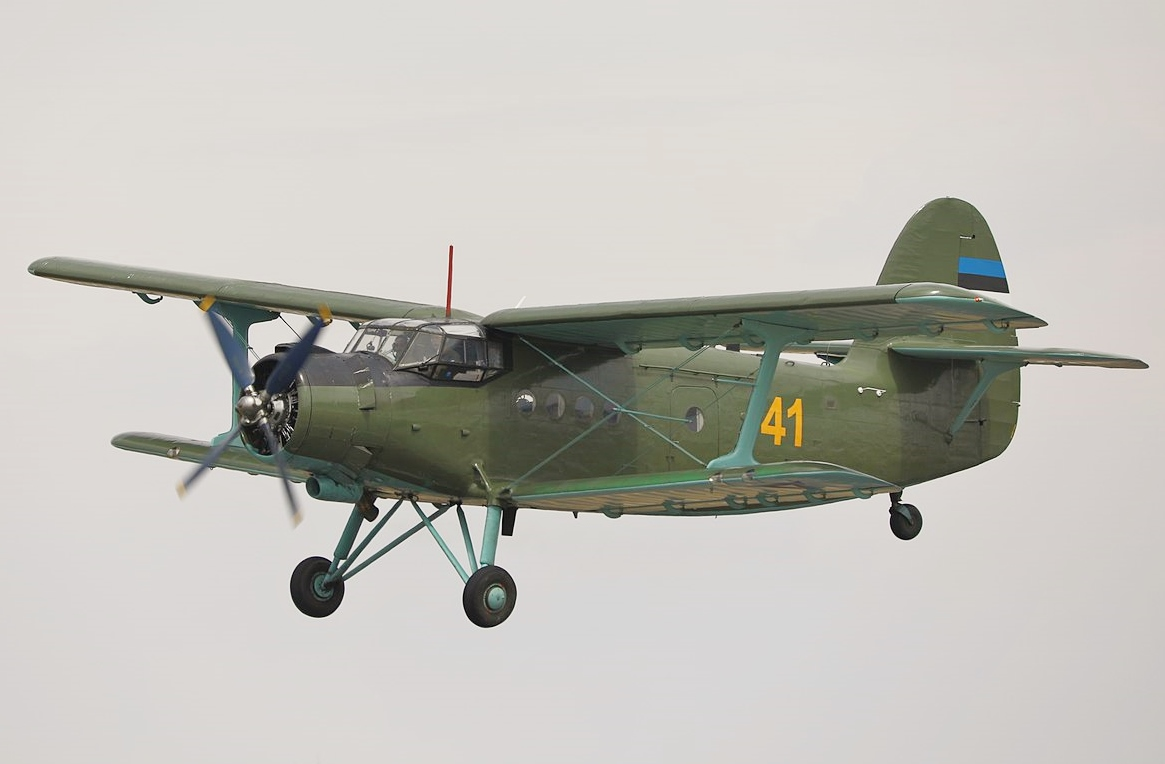
Az Észt Légierő An–2-es repülőgépe

Egy új típusú repülőgép építése már az 1930-as évek végén foglalkoztatta a szovjet mérnököket. 1938-ban megépült egy LIG–10 típusjelzésű gép, azonban a sorozatgyártása nem kezdődött el. Ez a gép lehetett az ihletője Oleg Antonov szovjet repülőgép-tervezőnek, aki 1946-ban egy, a Szovjetunióban meghirdetett pályázatra – melyet a Mezőgazdasági és Erdővédelmi Minisztérium hirdetett meg, elsősorban mezőgazdasági feladatokra szánt, könnyű szállító-repülőgép tervezésére – elkészítette a terveit. A gép az SZH–1 (szelszkohozjajsztvennij, vagyis „mezőgazdasági”) típusjelzést kapta, és 1947. augusztus 31-én emelkedett először a levegőbe. A gépet áttervezték, ekkor kapta az An–2-es típusjelzést. 1948-tól gyártották sorozatban. A törzs teljesen fémépítésű, a szárnyak vászonborításúak. A következő évektől számtalan típusváltozat látott napvilágot, melyek alapjait a fenti gép szolgáltatta. A gépet a már említett három országban gyártották, de ma is sokkal több, ahol használják, felismerve a benne rejlő lehetőségeket, úgymint ejtőernyőzés, szállítmányozás, sétarepülés stb.

## Jellemzői

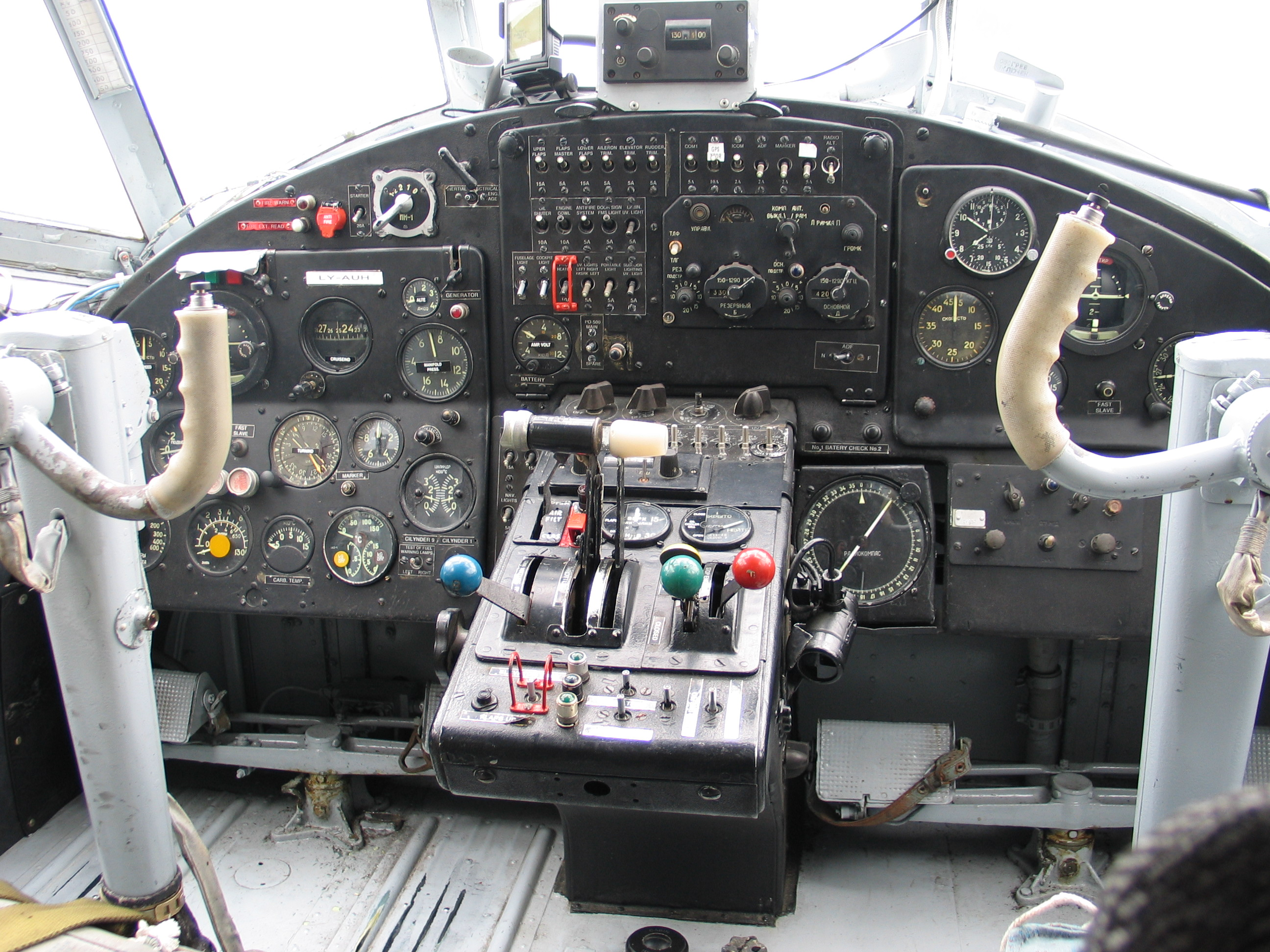
An–2-pilótafülke

### Sárkány, futómű
A szárnyak fesztávolsága különböző (a felső hosszabb). A szerkezetük teljesen fém, két főtartóval, vászon borítással. A csűrők, az oldalkormány és a magassági kormány mozgatása manuális, tolórudak és kábelek segítségével van megoldva. A fékszárnyak és a trimmek elektromos működtetésűek. A futómű hárompontos, farokkerekes, a kerekek nem behúzhatók.

### Motor
A gép mozgatásáról egy Svecov AS–62 típusú kilenchengeres, 29,87 liter űrtartalmú csillagmotor gondoskodik, aminek a teljesítménye 736 kW (körülbelül 1000 LE). A motor fogyasztása a repülési feladattól, a terheléstől és a repülési magasságtól függően óránként 120 és 200 liter között mozog. A hajtóanyag 100-as oktánszámú, ólmozott repülőbenzin.

### Üzemanyagellátás
A repülőgép ejtőtankos rendszerű, azaz az üzemanyagtartályok a felső szárnyakban helyezkednek el, jóval a motor síkja fölött, mindkét oldalon hármas csoportban. A tartályok egyenként 200 literesek, így az egyszerre felvehető mennyiség szárnyanként 600, azaz összesen 1200 liter üzemanyag. A tartályok közösítővel vannak ellátva, így vízszintes talajon leállított repülőgép esetében az üzemanyagszint kiegyenlítődik a tartályok között, illetve a közösítőszelepen keresztül a két szárnyban is. A pilóta repülés közben fogyaszthat csak a jobb tartálycsoportból, csak a balból, illetve mindkettőből közösen. Ha az üzemanyagszint leszállás után nem egyenlő a két szárnyban, és a repülőgép vízszintes talajon áll, az üzemanyag átfolyása miatt egy ideig a kiegyenlítő golyósszelep működésének jellegzetes kotyogó hangja hallatszik a gépből. Az üzemanyagszintre figyelni kell a következő repülés előtt, mivel a két oldal közötti eltérés nem lehet több 150 liternél.

### Légcsavar
A légcsavar fém, négytollú, állítható szögű, az átmérője 3,6 méter. A légcsavar kihajtása nem közvetlenül a főtengelyen helyezkedik el, hanem bolygókerekes, reduktoros megoldású. Az áttétel viszonya 0,687, ami azt jelenti, hogy a légcsavar ennyiszer lassabban forog, mint a főtengely. A motor maximális fordulatszáma 2200 1/perc, a légcsavar ilyenkor 1510-et forog percenként, amit az igen hosszú légcsavarlapátok végeinek magas kerületi sebessége miatt nem szabad túllépni. Az ilyen „hosszúlapátos” légcsavarral ellátott repülőgépek esetében a tervezés során külön odafigyelést igényel az a szabály, miszerint a lapátvégek semmiképp nem léphetik át a hangsebességet, mert az ilyenkor kialakuló rezonanciák, áramlásleválások tönkretehetik a légcsavart, illetve a motort. A motor-főtengely és a légcsavar forgásiránya a pilóta felől nézve: jobb.

### Hidraulika, olajrendszer
A légcsavar-szögállító hidraulikus, az olajrendszer kétkörös. A kisnyomású kör a motor kenéséért felelős, míg a nagynyomású kör a légcsavarszabályzót működteti. A szokásos kenőolajmennyiség 50 liter, de az olajtartályt legfeljebb 85 liter olajjal lehet feltölteni. A motor jellegéből adódóan jelentős olajfogyasztással is számolni kell az üzemeltetés során.
A fedélzeti elektromos rendszer 24 V-os, negatív testelésű. Az alkalmazott technikai megoldások és a repülőgép általános jellemzőinek az ismeretében elmondható, hogy az üzemeltetés nagyon mostoha körülmények között is biztonsággal megvalósítható, de mindenképp felkészült és hozzáértő földi műszaki személyzetet, illetve hasonlóan jól kvalifikált repülőszemélyzetet igényel. A gép repülését az érvényben lévő magyar jogszabályok szerint csak B kategóriás pilótajogosítvánnyal (szakszolgálati engedéllyel) lehet végrehajtani.

## Típusváltozatok

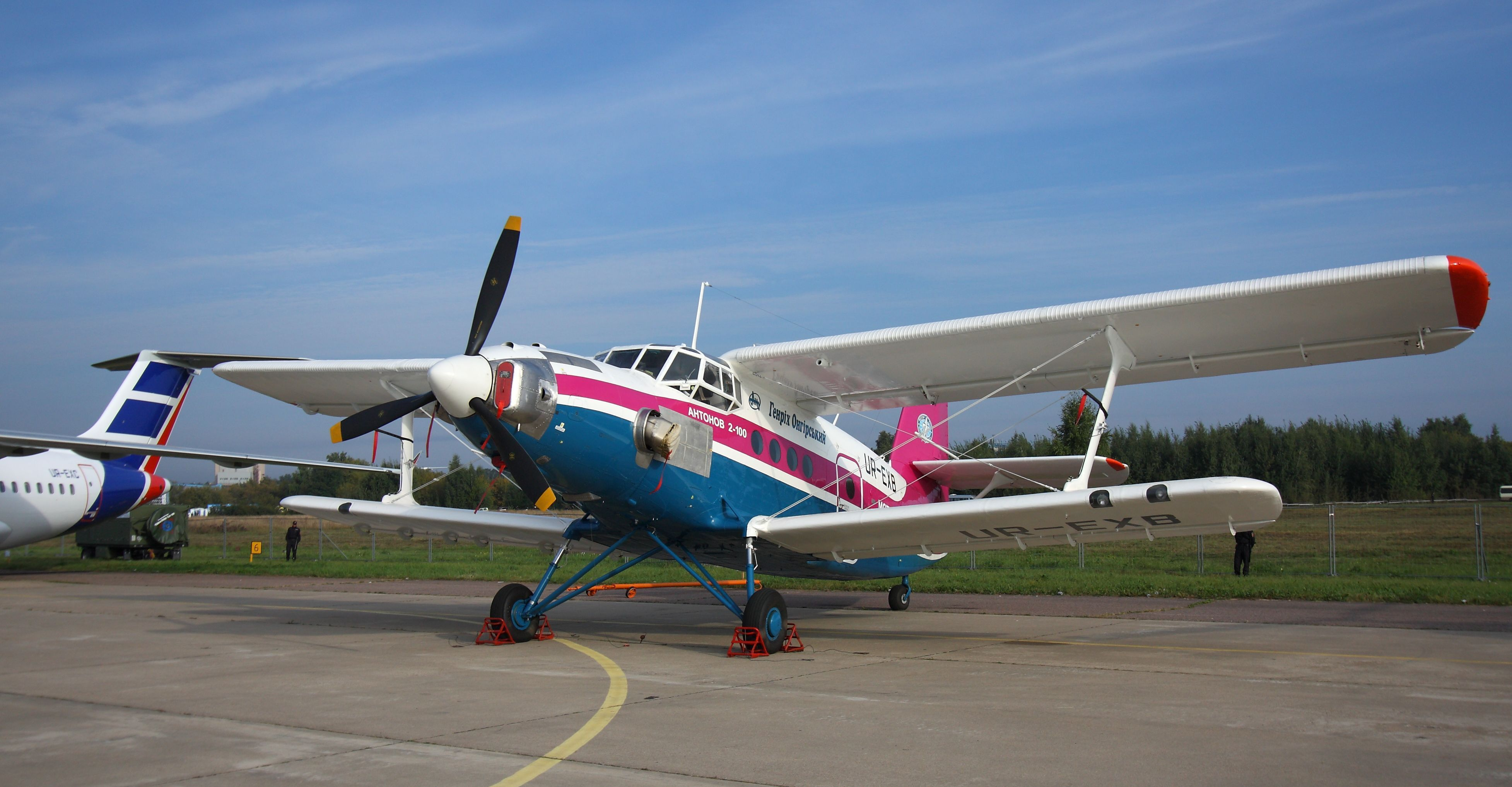
An–2-100

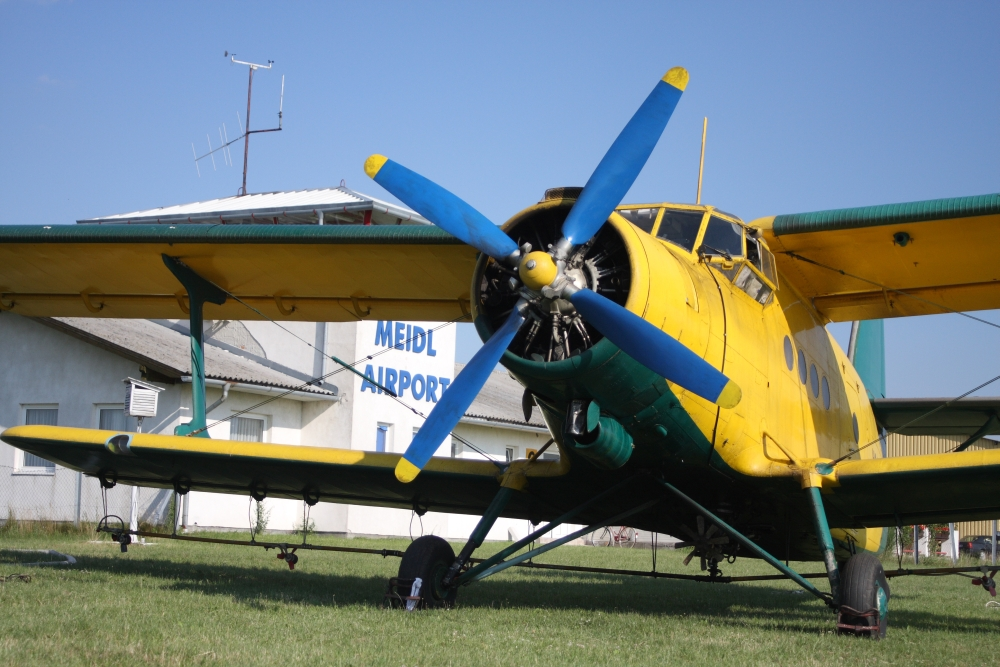
An–2 légi permetező (2008)

A repülőgépet közel 20-féle típusváltozatban gyártották. A fontosabb típusai:
- An–2T – az első sorozatgyártott változat, hadi és szállítási célokra;
- An–2TP – 12 személyes utasszállító változat (1949);
- An–2TD – 12 személyes deszantváltozat ejtőernyős ugrásokhoz átalakítva. A legnagyobb példányszámban ezt gyártották;
- An–2V (An–4) – hidroplán változat vízről történő üzemeltetéshez, nagyobb méretű légcsavarral;
- An–2PP – az An–2V tűzoltó változata, 1240 liter oltóanyag-kapacitással (1964);
- An–2R – mezőgazdasági változat;
- An–2M – a legelső T változat korszerűsített mezőgazdasági alváltozata;
- An–2SZ – mentő változat egészségügyi felszereléssel;
- An–2SZH – mezőgazdasági változat vegyszerszóró berendezéssel és tartályokkal felszerelve, módosított futóművel;
- An–2K–NAK – tüzérségi tűzhelyesbítő repülőgép;
- An–2LP – leszopozsarnij: úszótalpakkal felszerelt erdőtűzoltó változat;
- An–3 – a legutolsó továbbfejlesztett változat 1979-ből, TVD–10V légcsavaros gázturbinával felszerelve. Az An–3T változatból 25 darabot gyártottak 2000–2009 között;
- An–2M – lengyel hidroplán változat;
- An–2F – fotófelderítő változat, 12,7 mm-es géppuskával és 23 mm-es gépágyúval felfegyverezve;
- An–6 – időjárásfelderítő repülőgép. A meteorológus-megfigyelő elhelyezésére a függőleges vezérsík előtt egy üvegezett kabint alakítottak ki. Turbófeltöltős motorral szerelték fel. A repülési magassága elérte a 9500 m-t. 1956–1958 között folyt a sorozatgyártása;
- An–23A – hajtóművek légi teszteléséhez kialakított magassági repülőgép;
- Jun–5 (J–5) – kínai licencváltozat, elsősorban szállítási célokra. 1957-től gyártottak An–2-eseket Kínában. Az évek folyamán több korszerűsített, egyedi igényekhez szabott változata is megjelent;
- Jun–5 (J–5D) – kínai gyakorló-kiképző változat bombázó gépek pilótáinak a kiképzéséhez;
- Beijing–5 – 1987-ben kifejlesztett kínai változat (1987);
- Jun–5 (J–5B) – kínai gyakorlóváltozat;
- An–2–100 – az Antonov vállalatnál 2013-ban kifejlesztett légcsavaros gázturbinás változat. A gépbe a Motor Szics 1500 LE-s MSZ–14 légcsavaros gázturbináját építették.[1]

## Alkalmazó országok

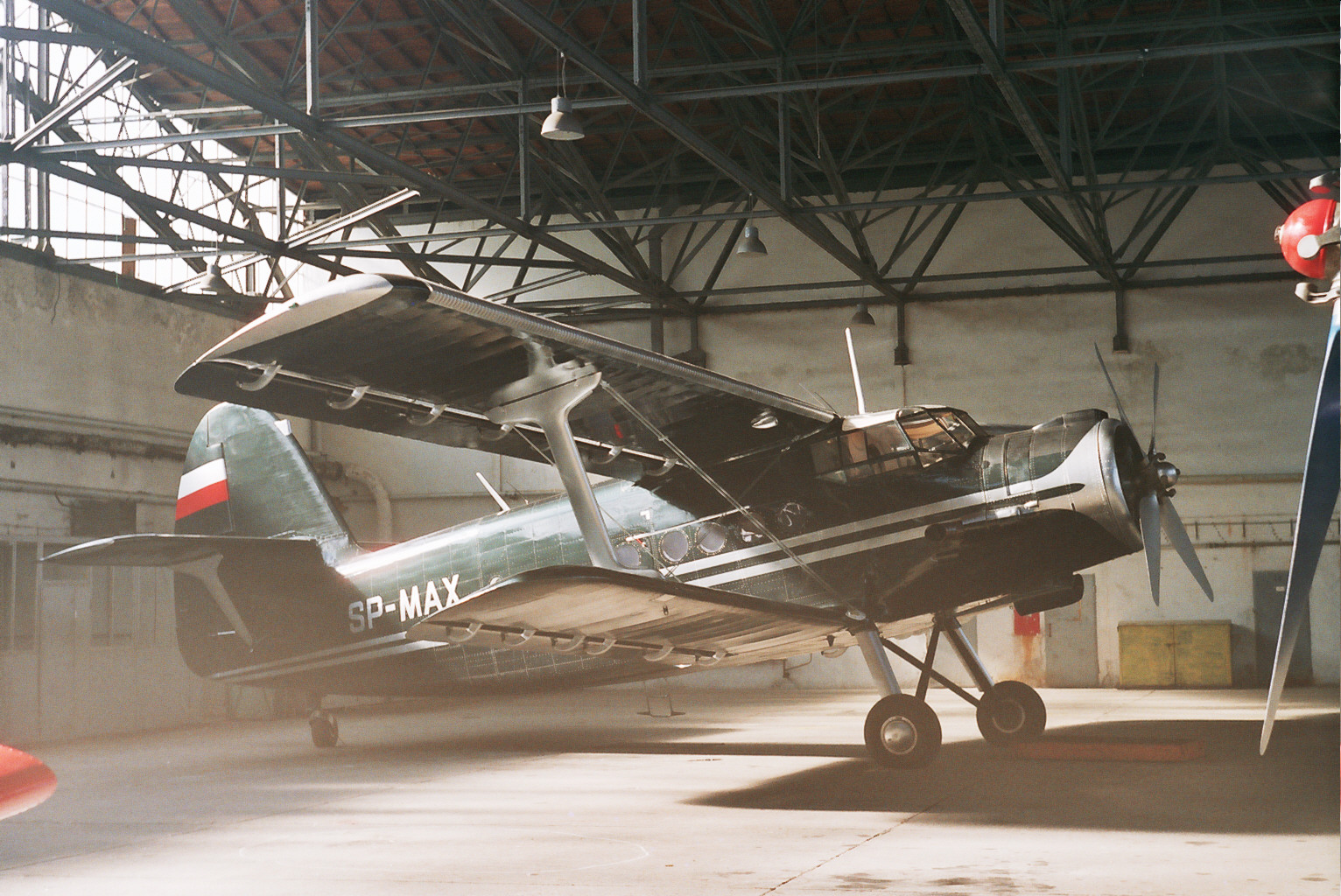
An–2 Varsóban

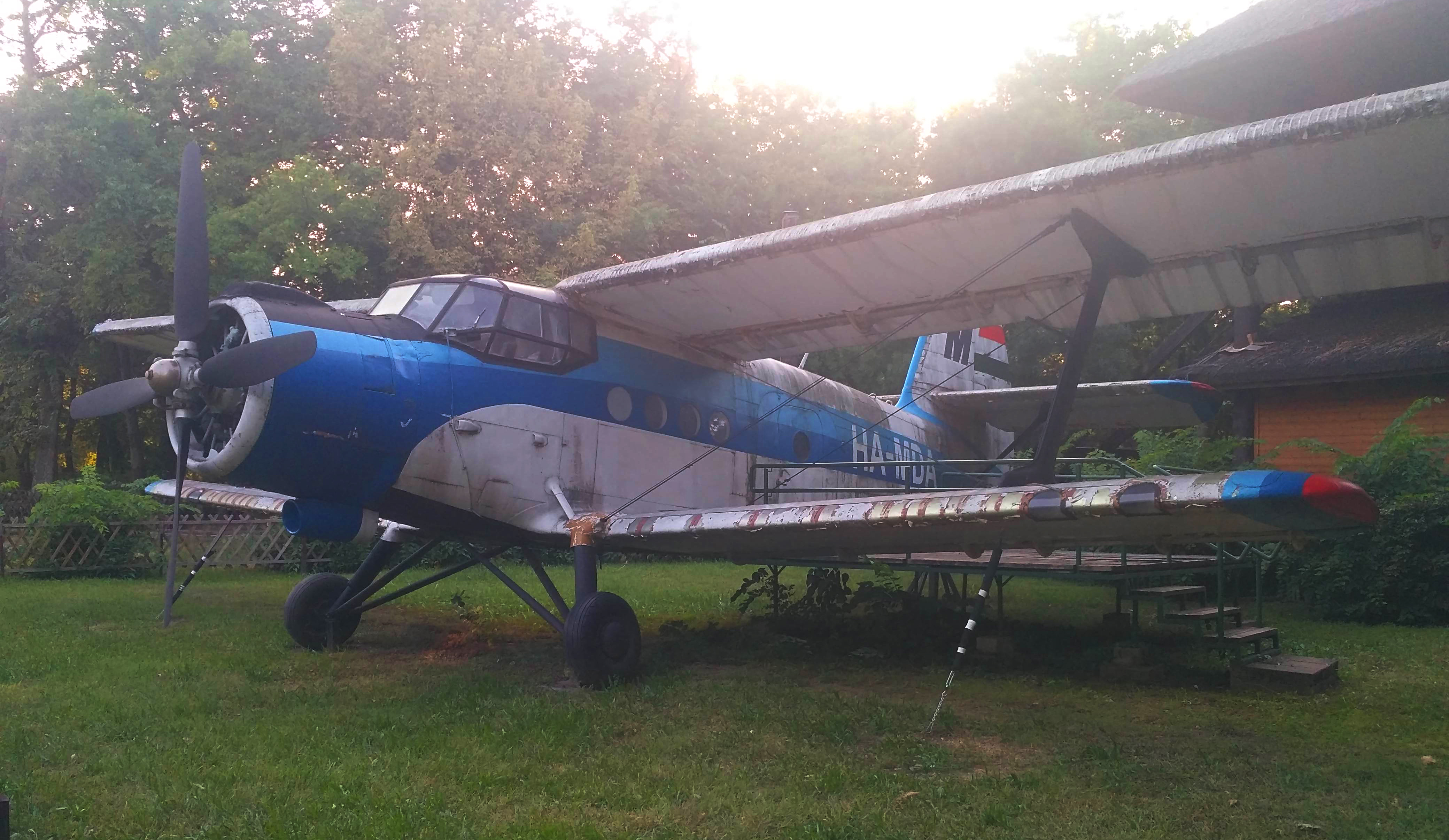
A HA-MDA lajstromjelű gép a pestszentlőrinci Bókay-kertben

A típust elsősorban a volt szocialista országokban alkalmazták teher- és személyszállítási feladatokra. Ma a világ számos országában megtalálható, nyugaton is.
- Afganisztán
- Albánia
- Angola
- Azerbajdzsán
- Bulgária
- Csehország
- Egyiptom
- Észak-Korea
- Észtország
- Etiópia
- Fehéroroszország
- Horvátország
- Irak
- Jemen
- Kambodzsa
- Kína
- Kuba
- Laosz
- Lengyelország
- Lettország
- Litvánia
- Magyarország
- Mali
- Mongólia
- Montenegró
- Németország
- Nicaragua
- Oroszország
- Románia
- Szerbia
- Szíria
- Szlovákia
- Szomália
- Szudán
- Tádzsikisztán
- Tanzánia
- Tunézia
- Türkmenisztán
- Ukrajna
- Üzbegisztán
- Vietnám

Magántulajdonban nyugati-európai országokban és Észak-Amerikában is üzemel.

## Műszaki adatok

### Méretek és tömegadatok
- Hossz: 12,74 m
- Fesztávolság: 18,18 m (felső szárny)
- Szárnyfelület: 71,6 m²
- Üres tömeg: 3450 kg
- Maximális felszálló tömeg: 5500 kg

### Motor
- Motorok száma: 1 db
- Svecov AS–62IR kilenchengeres, benzinüzemű csillagmotor
- Felszálló teljesítmény: 736 kW (1000 LE)

### Repülési jellemzők
- Legnagyobb sebesség: 258 km/h
- Utazósebesség: 190 km/h
- Hatótávolság: 845 km
- Legnagyobb repülési magasság: 4500 m
- Emelkedőképesség: 3,5 m/s